# 弗倫肯多夫

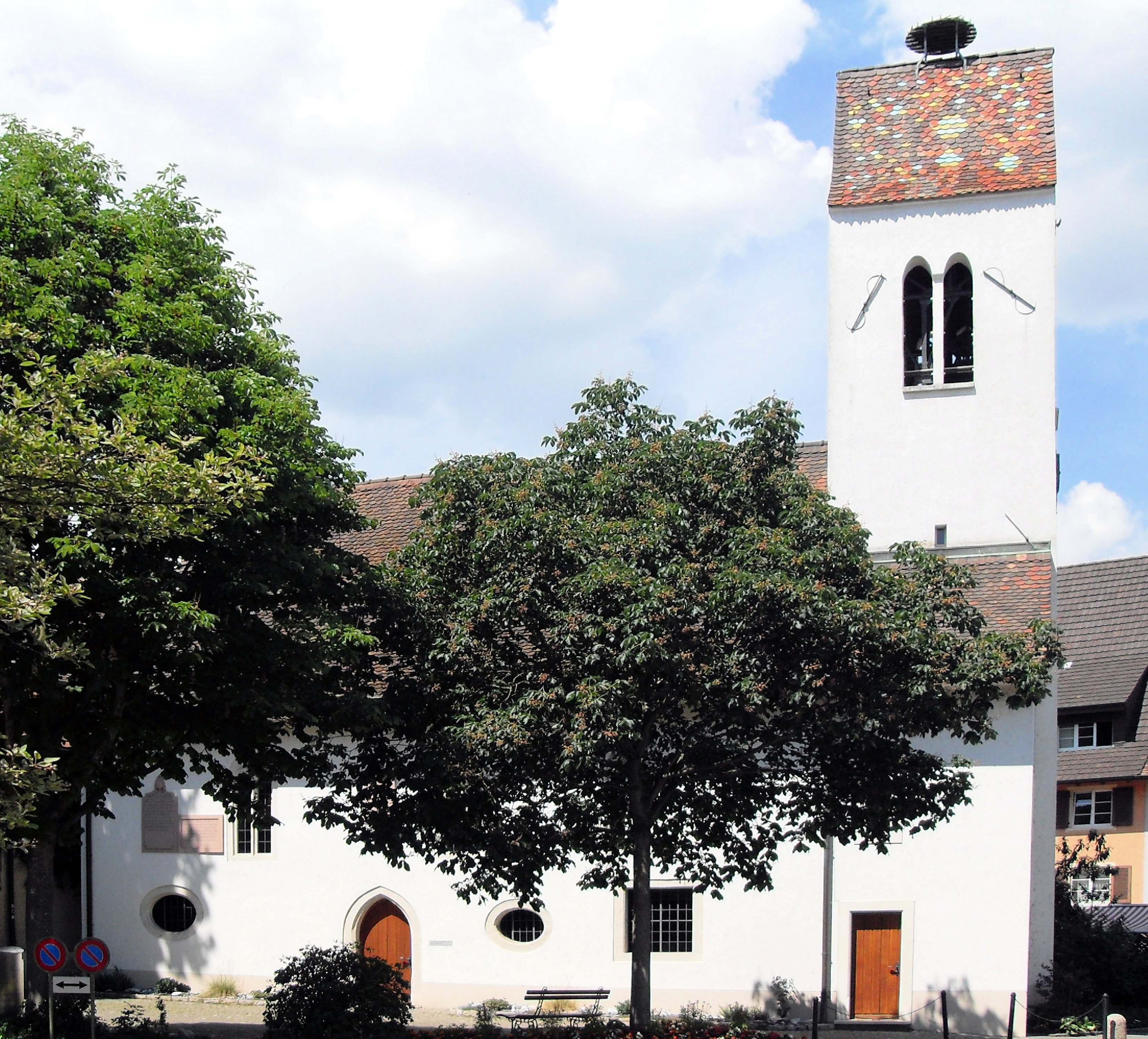

弗倫肯多夫是瑞士的城鎮，位於該國北部，由巴塞爾鄉村州負責管轄，面積4.6平方公里，海拔高度337米，2012年人口6,337，四成半人口信奉羅馬天主教，人口密度每平方公里1378人。

## 外部連結
- Official website （页面存档备份，存于） （德文）